# Боаро, Мануэле
Мануэле Боаро (итал. Manuele Boaro, род. 12 марта 1987 в Бассано-дель-Граппа, Италия) — итальянский профессиональный шоссейный и трековый велогонщик, выступающий с 2019 года за команду мирового тура «Astana Pro Team».

## Достижения
2007
1-й Гран-при Либерацьоне
1-й Этап 1 Гран-при Вильгема Телля
1-й Этап 3 Джиро ди Тоскана
1-й Этап 1 (КГ) Джиро дель Венето
3-й  Чемпионат Италии U23 в индивидуальной гонке
2008
1-й Трофей Zsšdi
7-й Тур Сан Луиса
2009
1-й Мемориал Давиде Фарделли
2-й Трофей Альчиде Дегаспери
2010
1-й Трофей Брешии
2-й Коппа делла Паче
7-й Трофей Эдил
2011
2-й  Чемпионат Италии в групповой гонке
2012
2-й Круг Сарты
3-й Тур Дании
7-й Хроно Наций
2013
1-й  Горная классификация Вольта Алгарви
2014
3-й Тур Дании
1-й Этап 3
2015
2-й Круг Сарты
1-й Этап 3
8-й Гран-при Лугано
9-й Тур Дубая
10-й Критериум Интернациональ
2016
2-й Чемпионат Италии в ииндивидуальной гонке
10-й Тур Дании
2018
1-й на этапе 5 Тур Хорватии

## Статистика выступлений

### Гранд-туры
| Гонка           | 2013 | 2014 | 2015 | 2016 | 2017 | 2018 |
| --------------- | ---- | ---- | ---- | ---- | ---- | ---- |
| Джиро д'Италия  | 100  | —    | 96   | 46   | 74   | 75   |
| Тур де Франс    | —    | —    | —    | —    | —    | —    |
| Вуэльта Испании | —    | —    | —    | 147  | 116  | —    |

| — | Не участвовал |